# آفریقامیوه‌ها
آفریقامیوه‌ها (نام علمی: Afrocarpus) نام یک سرده از تیره بوداکاجیان است.